# Herb Czerwińska nad Wisłą
Herb Czerwińska nad Wisłą – jeden z symboli miasta i gminy Czerwińsk nad Wisłą.

## Wygląd i symbolika
Herb przedstawia na tarczy koloru czerwonego dwie białe obronne wieże z czarnymi oknami, a pomiędzy nimi złoty pastorał. Jest to współczesna wersja herbu, nadanego wraz z prawami miejskimi Czerwińskowi w 1373 przez księcia Siemowita III.